# Khatri
Khatri är en indisk kast med ursprung i Punjab. Namnet är det punjabiska ordet för kshatriya, den näst högsta av de fyra traditionella varna-kasterna. Kshatriya är en kast av krigare, men de punjabiska khatri har övergått till att bli handelsmän. Gruppen har hög status och har ända sedan medeltiden haft stort inflytande i indiskt näringsliv och bankväsende. I senare tid har de utmärkt sig som framgångsrika industriidkare.
En liten del av Punjabs khatris medverkade kring år 1500 i bildandet av den sihkiska religionen. Alla religionens ursprungliga gurus var khatris och och tack vare sin utbildningsnivå och omvärldserfarenhet har de även fortsättningsvis haft stort inflytande inom sikhismen trots att de (2009) bara utgjorde två procent av alla sihker.